# Pedrocortesella semireticulata
Pedrocortesella semireticulata är en kvalsterart som beskrevs av Hunt och Lee 1995. Pedrocortesella semireticulata ingår i släktet Pedrocortesella och familjen Licnodamaeidae. Inga underarter finns listade i Catalogue of Life.